# Smallville (Comics)

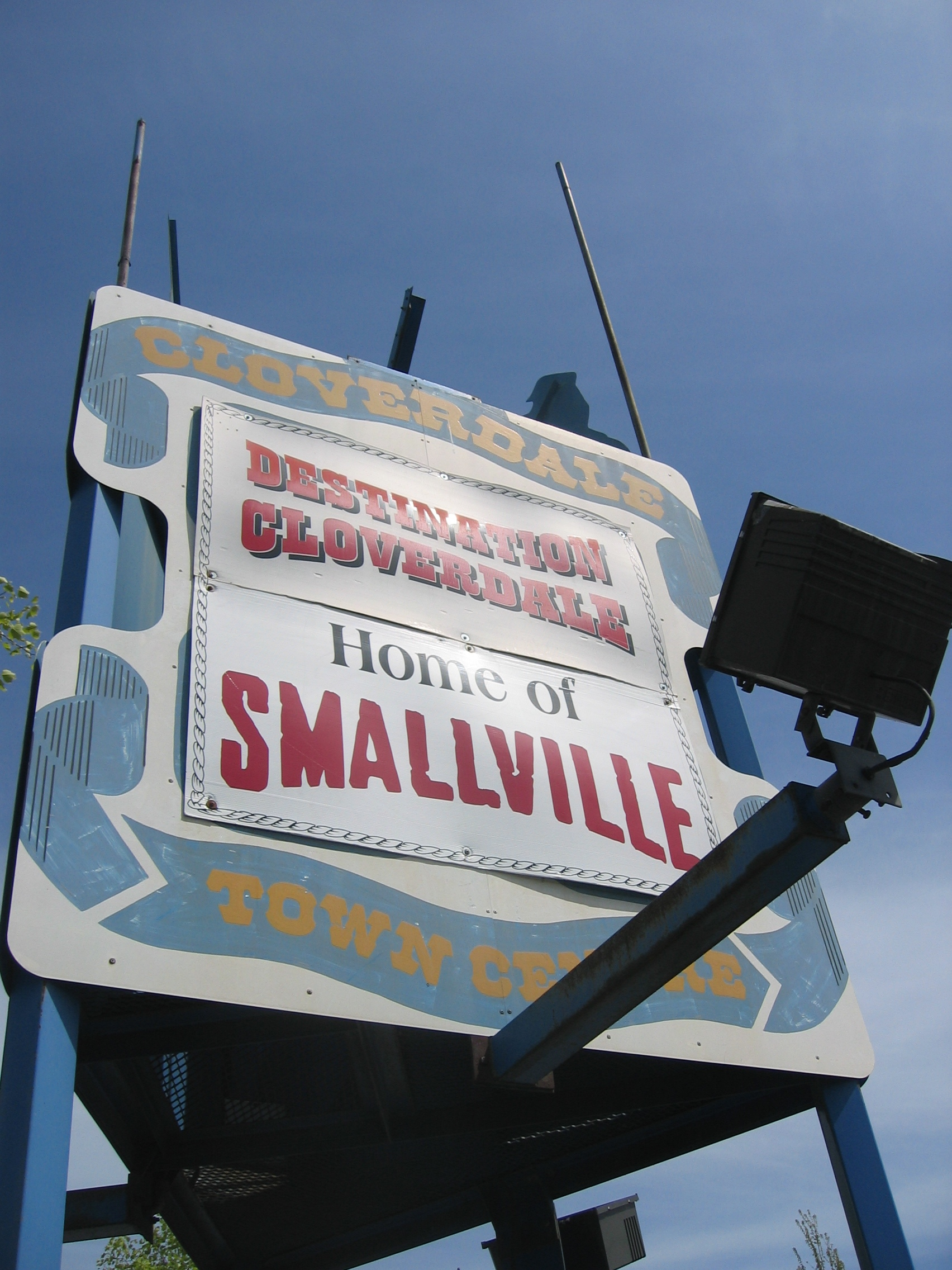
Das Willkommensschild der kanadischen Stadt Cloverdale weist auf die dort produzierte Serie Smallville hin.

Smallville ist eine fiktive Kleinstadt im Bundesstaat Kansas der Vereinigten Staaten des Comic-Universums des DC-Verlags. Der Ort wurde erstmals in US-Superboy #2 (Vol. 1) vom Mai 1949 erwähnt.

## Fiktive Geschichte
Der Ort wurde vom Pelztierjäger und -händler Ezra Small in den 1840er Jahren als Handelsniederlassung gegründet. Ankommende Siedler nannten die von Small errichteten Hütten „Smallville“. Verschont im Bürgerkrieg, entstand in den Weiten Kansas eine Gemeinde, hauptsächlich bestehend aus Farmen, deren Hauptwirtschaftszweige Getreideanbau (v. a. Mais und Weizen) und Mastviehhaltung wurden.

## Beschreibung und Einwohner
Smallville ist die Stadt, in der Kal-El als Säugling in einem Raumschiff (losgeschickt vom Planeten Krypton) auf der Erde landete und vom Ehepaar Kent gefunden wurde. Als Clark Kent verbrachte der spätere Superman seine Jugend als Superboy in dem Ort. Wenige Kilometer außerhalb von Smallville befindet sich die Farm von Supermans Zieheltern Jonathan und Martha Kent. Weitere bekannte Einwohner von Smallville sind Clark Kents Jugendliebe Lana Lang, sein Freund Pete Ross sowie Kenny Braverman, der in einigen Superman-Geschichten der 1990er Jahre als Schurke Conduit auftrat. Gemeinsam besuchten sie die örtliche High School und spielten in deren Football-Mannschaft. Auch Lex Luthor hielt sich als junger Erwachsener eine Weile in Smallville auf, um seinen Forschungen über außerirdisches Leben nachzugehen; dabei wurden er und Clark Freunde. Später stritt Luthor jedoch ab, in Smallville gewesen zu sein.
Smallville wird in den Herbst- und Wintermonaten – wie häufig in den Great Plains – von starken Tornados und Blizzards heimgesucht.

## Fernsehserie
In den Jahren 2001 bis 2011 wurden in zehn Staffeln 217 Episoden der gleichnamigen TV-Serie Smallville produziert. Darin wird die Jugendzeit von Clark Kent erzählt. Die Serie endet damit, dass Clark seine Bestimmung als Superman und Retter der Erde antritt.

## Sonstiges
Lois Lane nennt in den Comics und Filmen ihren Daily-Planet-Kollegen Clark Kent gerade in dessen Anfangszeit bei der Tageszeitung oft „Smallville“, nach Clarks Herkunftsort.